# Tucunuco

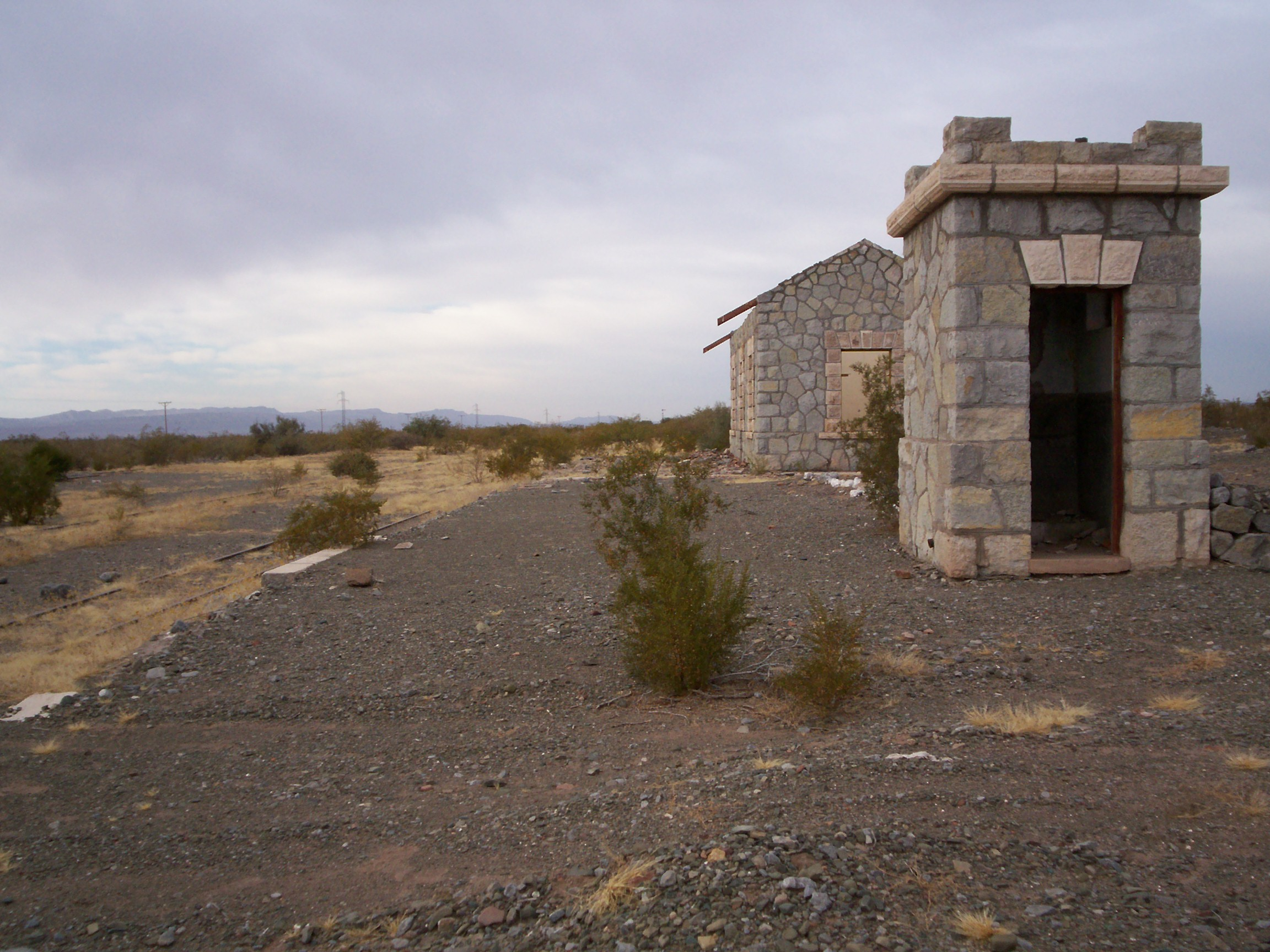
Estación Tucunuco del FFCC Belgrano, en 2008.

Tucunuco es el nombre de una localidad argentina en ruinas y una estación de ferrocarril, ubicada en el departamento de Jáchal, en la provincia de San Juan, sobre la Ruta Nacional 40, a 50 kilómetros de San José de Jáchal. El sitio era una antigua posta instalada en el siglo XIX. A su alrededor se instaló un molino harinero, correo, telégrafo y una escuela.
En la década de 1950 Federico Cantoni instaló allí una empresa olivarera, que construyó las primeras instalaciones urbanas, incluyendo la plaza central y la iglesia.
En 1975 el gobernador Eloy Camus promovió la instalación de una colonia agrícola, con el fin de promover la migración de población hacia el interior del país. La colonia estuvo integrada por dieciséis familias provenientes de Buenos Aires, que se organizaron como Cooperativa de Tucunuco, luego de comprar 76.000 hectáreas para producir aceitunas. Pocos meses después, al ser derrocado el gobierno constitucional por la dictadura instalada el 24 de marzo de 1976, los pobladores de Tucunuco fueron detenidos por los militares y acusados de "subversivos". Liberados después por gestiones de la Iglesia católica, el gobierno militar desconoció los derechos de propiedad, cortó los suministros a los colonos y cerró la escuela, lo que causó la emigración de los pobladores. Desde entonces permanece despoblada.